# 西蒲原郡
西蒲原郡（日语：／ Nishikanbara gun */?）為新潟縣的一個郡。
截止2006年3月20日，有人口人口8,537人、面積25.22平方公里。
管轄有以下一村。
- 彌彦村（やひこむら）

1878年（明治11年）郡區町村編制法成立、旧蒲原郡分割為北蒲原郡、中蒲原郡、東蒲原郡、新潟區、西蒲原郡和南蒲原郡6個部分。在經過數次市町村合併后，該郡面積大幅縮小。